# Аргумент заліза
Аргумéнт залі́за — лінгвістичний аргумент, що його ввів О.М. Трубачов. Даний аргумент науковець включає до числа тих, які датують показники балто-слов'янських стосунків. Суть аргументу полягає в тім, що:
1. На відміну від германців, слов'яни не успадкували в кельтів назви цього металу (заліза), а утворили зі споконвічно слов'янських елементів власне: псл. *zĕlĕzo (← інд.-є. *gʰel(e)ĝʰ-), укр. залізо,  хорв. željezo, болг. желязо (узагалі ці форми близькі в усіх слов'янських мовах).
2. Етимологію слова *zělězo будують на твердженні історичної тотожності слів *želĕzo «залі́зо» і *žel(e)za «зáлоза» (проти цього немає сенсу сперечатися). Давній їхній зв'язок ми бачимо з повного паралелізму тих самих слів у лит. gelĕzìs «залізо».
3. Слов'янські та балтійські мови разом розвинули нову спільну назву металу – заліза, що, тим самим, обмежує добу інтенсивних балто-слов'янських культурно-мовних зв'язків добою заліза – часом не раніше поч.-сер. I тис. до н. е.

Зв'язки між слов'янськими й балтійськими мовами в плані абсолютної хронології відносяться до залізної доби – останніх століть до нової ери. Аргумент заліза є лінгвістичним показником початку власне праслов'янської доби, що продовжує протослов'янську.